# گمینا دراوسکو پومورسکیه
گمینا دراوسکو پومورسکیه (به لهستانی:  Gmina Drawsko Pomorskie) یک گمینا در لهستان است که در شهرستان دراوسکو واقع شده‌است. گمینا دراوسکو پومورسکیه ۳۴۴٫۷۶ کیلومتر مربع مساحت و ۱۶٬۵۳۷ نفر جمعیت دارد.